# Camponotus melanocephalus
Camponotus melanocephalus är en myrart som beskrevs av Julius Roger 1863. Camponotus melanocephalus ingår i släktet hästmyror, och familjen myror. Inga underarter finns listade.